# Поплавной, Анатолий Степанович
Анатолий Степанович Поплавной (р. 23 июля 1941 года) — российский учёный (теоретическая физика), доктор физико-математических наук, профессор Кемеровского государственного университета, заслуженный деятель науки РФ (1997).

## Биография
Родился 23 июля 1941 года в г. Боготол Красноярского края. Там же учился в школе №56.
Окончил физический факультет Томского государственного университета им. .В. Куйбышева (1963).
В 1963—1974 гг. работал в Сибирском физико-техническом институте им В. Д. Кузнецова (Томск) младшим, затем старшим научным сотрудником. Параллельно читал курсы лекций в педагогическом и политехническом институтах.
В 1967 г. защитил кандидатскую диссертацию:
- Структура энергетических зон некоторых полупроводников типа AшВУ и АпВlv C2v : диссертация ... кандидата физико-математических наук : 01.00.00. - Томск, 1967. - 280 с. : ил.

С 1974 г. заведующий кафедрой теоретической физики Кемеровского государственного университета. С 1983 по 1989 г. — декан физического факультета.
Доктор физико-математических наук (1984); в том же году присвоено звание профессора. Диссертация:
- Зонная структура, динамика решетки и явления переноса в некоторых сложных алмазоподобных полупроводниках : диссертация ... доктора физико-математических наук : 01.04.10. - Кемерово, 1982. - 542 c. : ил.

Опубликовал свыше 300 научных работ.
Заслуженный деятель науки РФ (1997).

## Сочинения
- Теория твердого тела : учеб. пос. - Кемерово : Изд-во Кемер. ун-та, 1977.
- Квантовая теория рассеяния : (учеб. пос.) / А. С. Поплавной; Кемеров. гос. ун-т. - Кемерово : КГУ, 1989. - 120 с.
- Механизмы суперионного переноса в кристаллах : учебное пос. / А. С. Поплавной; - Кемерово : Кемеровский гос. ун-т, 2009. - 181 с.; ISBN 978-5-8353-0979-5
- Многомерная кристаллография и ее применение в физике : учеб. пос. / А. С. Поплавной; - Кемерово : ГОУ ВПО "Кемеровский гос. ун-т", 2010. - 243 с.; ISBN 978-5-8353-1099-9
- Теория физических и физико-химических свойств сложных кристаллических соединений с различным типом химической связи : монография / [А. С. Поплавной и др. ; под общ. ред. А. С. Поплавного]. - Кемерово : КемГУ, 2012. - 399 с.; ISBN 978-5-8353-1263-4
- Проблемы современной оптики / Б. П. Невзоров, А. С. Поплавной; Кемер. гос. ун-т. - Кемерово : КГУ, 1995. - 151 с.; ISBN 5-202-00107-X :
- Методы вычислений электронной структуры полупроводниковых низкоразмерных структур : Учеб. пос. / Ю. И. Полыгалов, А. С. Поплавной; Кемер. гос. ун-т. - Кемерово : КГУ, 1995. - 188 с.; ISBN 5-202-00106-1 :
- Факторы Дебая-Уоллера в кристаллах : учебное пособие / Ю. М. Басалаев, А. С. Поплавной ; - Кемерово : Кемеровский гос. ун-т, 2008. - 126 с.; ISBN 978-5-8353-0707-4 :
- Электронное строение оксианионных кристаллов : монография / Ю. Н. Журавлев, А. С. Поплавной; "Кемеровский гос. ун-т". - Томск : Изд-во Томского гос. пед. ун-та, 2008. - 194 с.; ISBN 978-5-8353-0840-8
- Электронное строение тройных алмазоподобных соединений со структурой халькопирита / Ю. М. Басалаев, А. С. Поплавной ; - Кемерово : Кемеровский гос. ун-т, 2009. - 225 с. : ил., табл.; 20 см.; ISBN 978-5-8353-0958-0
- Методы исследования структуры твердых тел : учеб. пос. / Ю. М. Басалаев, В. Г. Додонов, А. С. Поплавной ; - Томск : Изд-во Томского гос. пед. ун-та, 2008. - 135 с.; ISBN 978-5-8353-0655-8
- Физика наноструктур : учеб. пос. / Д. В. Корабельников, Н. Г. Кравченко, А. С. Поплавной ; - Кемерово : Кемеровский гос. ун-т, 2016. - 160 с.; ISBN 978-5-8353-2048-6
- Теория твердого тела : Учеб. пособие. - Кемерово : Изд-во Кемер. ун-та, 1977. Ч. 1: Микроскопическая теория механических и тепловых свойств кристаллов. - 1977. - 111 с.
- Концепции современного естествознания : учеб. пос. / Т. Ю. Дробчик, М. Л. Золотарев, Б. П. Невзоров, А. С. Поплавной ; - Кемерово : Кемеровский гос. ун-т, 2014. - 235 с.; ISBN 978-5-8353-1765-3
- История фундаментальных понятий физики : (Учеб. пос.) / / Б. П. Невзоров, А. С. Поплавной ; Кемер. гос. ун-т, Каф. теорет. физики. - Кемерово : Кузбассвузиздат, 1998. Ч. 1: Пространство, время, материя, движение. - Кемерово : Кузбассвузиздат, 1998. - 192 с.; ISBN 5-230-20828-7 :